# Eugène-Pierre de Fontaine
Eugène-Pierre de Fontaines (15 mai 1825, Fontenay-le-Comte - 25 juillet 1886, Foussais), est un homme politique français.

## Biographie
Neveu de Guy Henri Modeste de Fontaine, il fit son droit à Paris, et, de retour dans sa ville natale, y fut longtemps secrétaire de la sous-préfecture. Élu, le 8 février 1871, sur la liste monarchiste, représentant de la Vendée à l'Assemblée nationale, il prit place à droite, parmi les conservateurs légitimistes et fit partie des réunions des Réservoirs et des Chevau-légers.
Candidat aux élections du 20 février 1876, il échoua, dans la 1re circonscription de Fontenay-le-Comte.